# مورریا
مورریا (به ایتالیایی: Morrea) یک منطقهٔ مسکونی در ایتالیا است که در سن وینچنزو واله روتو واقع شده‌است.